# Campionati austriaci di sci alpino 2023
I Campionati austriaci di sci alpino 2023 si sono svolti a Hinterstoder e a Spital am Pyhrn dal 23 al 26 marzo; il programma ha incluso gare di discesa libera, supergigante, slalom gigante e slalom speciale, sia maschili sia femminili. 
Trattandosi di competizioni valide anche ai fini del punteggio FIS, vi hanno potuto partecipare anche sciatori di altre federazioni, senza che questo consentisse loro di concorrere al titolo nazionale austriaco.

## Risultati

### Uomini

#### Discesa libera
| Pos. | Atleta               | Nazione | Tempo   |
| ---- | -------------------- | ------- | ------- |
| 1    | Johannes Strolz      | Austria | 1:13,94 |
| 2    | Stefan Babinsky      | Austria | 1:14,13 |
| 3    | Felix Hacker         | Austria | 1:14,38 |
| 4    | Stefan Rieser        | Austria | 1:14,51 |
| 5    | Christopher Neumayer | Austria | 1:14,59 |
| 6    | Martin-Luis Walch    | Austria | 1:14,66 |
| 7    | Lukas Broschek       | Austria | 1:14,68 |
| 8    | Manuel Traninger     | Austria | 1:14,88 |
| 9    | Andreas Ploier       | Austria | 1:14,93 |
| 10   | Fabian Bachler       | Austria | 1:15,05 |

Località: Hinterstoder

Data: 23 marzo

#### Supergigante
| Pos. | Atleta               | Nazione | Tempo   |
| ---- | -------------------- | ------- | ------- |
| 1    | Marco Schwarz        | Austria | 1:02,53 |
| 2    | Otmar Striedinger    | Austria | 1:02,86 |
| 3    | Raphael Haaser       | Austria | 1:02,99 |
| 4    | Andreas Ploier       | Austria | 1:03,03 |
| 5    | Christopher Neumayer | Austria | 1:03,09 |
| 6    | Felix Hacker         | Austria | 1:03,10 |
| 7    | Vincent Wieser       | Austria | 1:03,34 |
| 8    | Stefan Rieser        | Austria | 1:03,44 |
| 9    | Stefan Babinsky      | Austria | 1:03,45 |
| 10   | Martin-Luis Walch    | Austria | 1:03,54 |

Località: Hinterstoder

Data: 24 marzo

#### Slalom gigante
| Pos. | Atleta               | Nazione  | Tempo   |
| ---- | -------------------- | -------- | ------- |
| 1    | Joshua Sturm         | Austria  | 1:47,35 |
| 2    | Noel Zwischenbrugger | Austria  | 1:47,62 |
| 3    | Patrick Feurstein    | Austria  | 1:47,82 |
| 4    | Dominik Raschner     | Austria  | 1:48,20 |
| 5    | Fabio Gstrein        | Austria  | 1:48,24 |
| 6    | Adrian Pertl         | Austria  | 1:48,45 |
| 7    | Roland Leitinger     | Austria  | 1:48,66 |
| 8    | Anton Grammel        | Germania | 1:48,75 |
| 9    | Felix Marksteiner    | Austria  | 1:48,99 |
| 10   | Lukas Passrugger     | Austria  | 1:49,29 |

Località: Hinterstoder

Data: 25 marzo

#### Slalom speciale
| Pos. | Atleta           | Nazione | Tempo   |
| ---- | ---------------- | ------- | ------- |
| 1    | Joshua Sturm     | Austria | 1:51,45 |
| 2    | Fabio Gstrein    | Austria | 1:51,85 |
| 3    | Dominik Raschner | Austria | 1:51,99 |
| 4    | Simon Rueland    | Austria | 1:52,29 |
| 5    | Fabio Walch      | Austria | 1:52,38 |
| 6    | Jakob Greber     | Austria | 1:52,83 |
| 7    | Marc Digruber    | Austria | 1:53,05 |
| 8    | Nicolas Gstrein  | Austria | 1:53,12 |
| 9    | Lukas Gasser     | Austria | 1:53,28 |
| 10   | Lukas Passrugger | Austria | 1:54,13 |

Località: Spital am Pyhrn

Data: 26 marzo

### Donne

#### Discesa libera
| Pos. | Atleta             | Nazione | Tempo   |
| ---- | ------------------ | ------- | ------- |
| 1    | Nina Ortlieb       | Austria | 1:17,50 |
| 2    | Sabrina Maier      | Austria | 1:17,64 |
| 3    | Mirjam Puchner     | Austria | 1:18,23 |
| 4    | Carmen Spielberger | Austria | 1:18,37 |
| 5    | Sandra Absmann     | Austria | 1:18,58 |
| 6    | Vanessa Nussbaumer | Austria | 1:18,70 |
| 7    | Sophie Fischer     | Austria | 1:18,82 |
| 8    | Lia Lipburger      | Austria | 1:18,93 |
| 9    | Leonie Zegg        | Austria | 1:19,03 |
| 10   | Julia Pechhacker   | Austria | 1:19,05 |

Località: Hinterstoder

Data: 23 marzo

#### Supergigante
| Pos. | Atleta                | Nazione | Tempo   |
| ---- | --------------------- | ------- | ------- |
| 1    | Stefanie Fleckenstein | Canada  | 1:04,74 |
| 2    | Nina Ortlieb          | Austria | 1:04,88 |
| 3    | Viktoria Bürgler      | Austria | 1:05,04 |
| 4    | Mirjam Puchner        | Austria | 1:05,09 |
| 5    | Emily Schöpf          | Austria | 1:05,39 |
| 6    | Franziska Gritsch     | Austria | 1:05,44 |
| 7    | Magadalena Ranalter   | Austria | 1:05,75 |
| 8    | Vanessa Nußbaumer     | Austria | 1:05,77 |
| 9    | Michelle Niederwieser | Austria | 1:05,80 |
| 10   | Sabrina Maier         | Austria | 1:05,91 |

Località: Hinterstoder

Data: 24 marzo

#### Slalom gigante
| Pos. | Atleta                  | Nazione | Tempo   |
| ---- | ----------------------- | ------- | ------- |
| 1    | Elisabeth Kappaurer     | Austria | 1:52,70 |
| 2    | Katharina Truppe        | Austria | 1:53,13 |
| 3    | Magdalena Kappaurer     | Austria | 1:53,19 |
| 4    | Viktoria Bürgler        | Austria | 1:53,71 |
| 5    | Lisa Hörhager           | Austria | 1:54,53 |
| 6    | Natalie Falch           | Austria | 1:55,37 |
| 7    | Yvonne Gadola           | Austria | 1:55,76 |
| 8    | Nadine Fest             | Austria | 1:55,80 |
| 9    | Julia Flatscher         | Austria | 1:56,49 |
| 10   | Valentina Pfurtscheller | Austria | 1:56,60 |

Località: Hinterstoder

Data: 26 marzo

#### Slalom speciale
| Pos. | Atleta                  | Nazione     | Tempo   |
| ---- | ----------------------- | ----------- | ------- |
| 1    | Lisa Hörhager           | Austria     | 1:50,29 |
| 2    | Katharina Huber         | Austria     | 1:50,39 |
| 3    | Marie-Therese Sporer    | Austria     | 1:50,88 |
| 4    | Julia Flatscher         | Austria     | 1:51,03 |
| 5    | Valentina Pfurtscheller | Austria     | 1:51,10 |
| 6    | Franziska Gritsch       | Austria     | 1:51,54 |
| 7    | Leonie Raich            | Austria     | 1:51,63 |
| 8    | Natalie Falch           | Austria     | 1:52,08 |
| 9    | Noa Blok                | Paesi Bassi | 1:52,82 |
| 10   | Elisa Eder              | Austria     | 1:53,28 |

Località: Spital am Pyhrn

Data: 25 marzo